# مندور وعزيزة (فلم)
مندور وعزيزة فيلم مصري من إنتاج عام 2003.

## قصة الفيلم
تدور أحداث الفيلم حول "مندور" الموظف البسيط في الإدارة العمومية، وبالإضافة إلى ذلك يعمل سائق تاكسي لمواجهة أعباء الحياة وجني عيشه، لكن حياته تتحول إلى كابوس، بعد أن يلقى عليه القبض خطأ من قبل الشرطة بتهمة إدارة عصابة من الشحاذين، فيخوض سلسلة من المغامرات الكوميدية الطريفة المضحكة لإثبات براءته.

## بطولة
- صلاح عبد الله
- سعاد نصر
- نشوى مصطفى
- أحمد سعيد عبد الغني
- سعيد طرابيك

## روابط خارجية
- مقالات تستعمل روابط فنية بلا صلة مع ويكي بيانات